# Нихал Али Аль-Аулаки
Нихал Надж Али Аль-Аулаки (араб. نهال ناجي علي العولقي‎; род. 1977, Аден) — йеменская юристка. Она была министром юстиции Йемена с 9 января 2016 года по 17 декабря 2020 года. В 2016 году получила Международную женскую премию за отвагу.

## Жизнь
Аль-Аулаки родом из йеменской провинции Шабва. Она получила степень бакалавра юридических наук, магистра права и доктора права в Университете Мохаммеда V в Марокко. Она говорит на арабском, английском и французском языках.
Аль-Аулаки стала ассистентом профессора права в Аденском университете, где занималась исследованиями и преподаванием по положению женщин. В 2013-14 годах она была членом рабочей группы по государственному строительству конференции «Национальный диалог». В марте 2014 года она была назначена членом комитета по разработке конституции, впоследствии была избрана заместителем председателя этого комитета. Аль-Аулаки была членом правительственной переговорной группы в Женеве.
В январе 2016 года было анонсировано её назначение на пост министра юстиции, а 9 сентября 2016 года президент Йемена Абд-Раббу Мансур Хади произвёл официальное назначение. Она была в должности до 17 декабря 2020 года.